# Mathias Eick

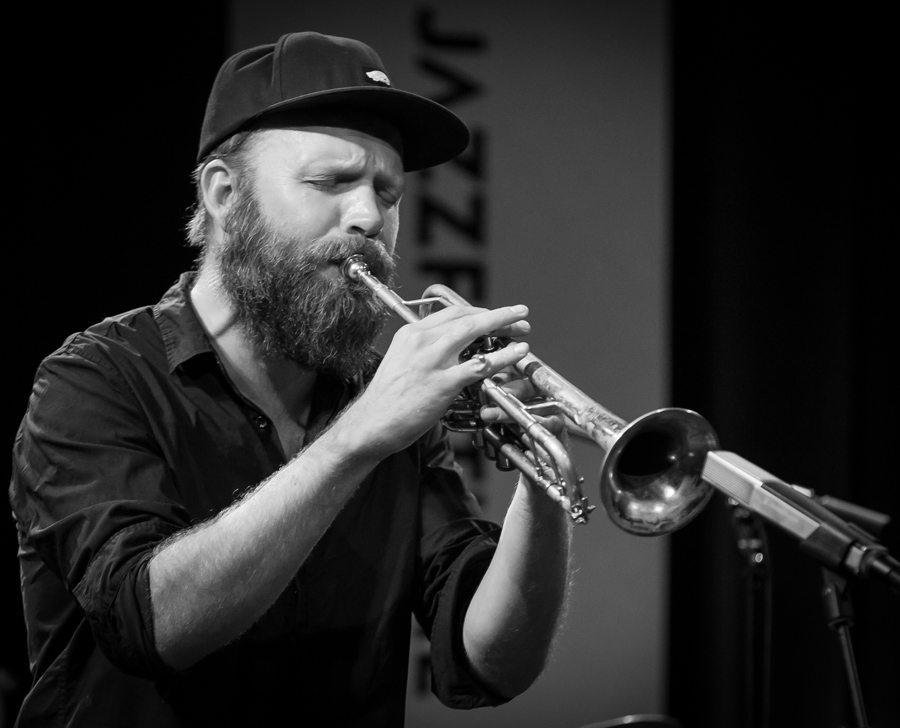
Mathias Eick in 2016

Mathias Eick (Eidsfoss (Vestfold), 26 juni 1979) is een Noors multi-instrumentalist. Hij beweegt zich op het gebied van free-jazz en ambient.
Mathias groeit op in een muzikale familie. Zijn moeder is koorzangeres, zijn vader jazzmusicus; zuster Trude Eick is hoorniste en zijn broer Johannes Eick is jazz-basgitarist. Zijn eerste stappen in de muziek bestaan uit een opleiding als trompettist in Drammen. Later komen daar andere instrumenten bij zoals contrabas, vibrafoon, piano en gitaar. Verdere opleiding vindt plaats in Hamar aan de Toneheim Hogeschool, daarna volgt nog een opleiding in Trondheim.
Mathias werd al snel opgenomen in de Noorse jazzscene en speelt samen met Chick Corea in het Trondhem Jazz Orchestra; later volgden Pat Metheny en Jon Balke. Zijn voorkomen en muziek vallen op want hij krijgt een aantal prijzen toebedeeld. In 2007 stond hij op het North Sea Jazz Festival. In 2008 volgde zijn eerste soloalbum. Ondertussen speelt hij in Jaga Jazzist en andere bands, naast zijn optredens met Balke.

## Discografie

### Albums
| Album met eventuele hitnotering(en) in de Nederlandse Album Top 100 | Datum van verschijnen | Datum van binnenkomst | Hoogste positie | Aantal weken | Opmerkingen |
| ------------------------------------------------------------------- | --------------------- | --------------------- | --------------- | ------------ | ----------- |
| The Door                                                            | 2008                  | --                    | --              | --           |             |
| Skala                                                               | 2013                  | 23-03-2013            | 60              | 1*           |             |

## Discografie
- 2008: The Door
- 2013: Skala
- 2015: Midwest
- 2018: Ravensburg

- Bibsys: 1097625
- Bibliothèque nationale de France: cb15007043t (data)
- Gemeinsame Normdatei: 135360102
- International Standard Name Identifier: 0000 0001 0865 4816
- Library of Congress Control Number: no2004098990
- MusicBrainz: da04d2b6-6185-44e5-b2e1-b298d6f80e08
- Nationale Bibliotheek van Polen: a0000002374524
- Système universitaire de documentation: 15635408X
- Virtual International Authority File: 5205816
- WorldCat: E39PBJtX6vYQkKG4W3Xvry3RKd